# 석광렬
석광렬(石光烈, 1968년 9월 2일 ~ 1994년 8월 1일)은 대한민국의 배우이다.
드라마 《한쪽 눈을 감아요》, 《남자는 외로워》와 옴파로스 CF 등에 출연하였다.

## 출연작

### 영화
- 소녀 18세 (1993년)

### 드라마
- 1993년 KBS2 미스터리멜로 《금요일의 여인》 〈제8화 강문영의 어둠속의 미소〉 ... 운전기사 역
- 1993년 KBS2 주말연속극 《남자는 외로워》 ... 권영훈 역
- 1994년 KBS2 일일연속극 《한쪽 눈을 감아요》

### 예능
- KBS2 TV는 사랑을 싣고 1회 1994년 5월 3일
- MBC 토요일! 토요일은 즐거워 379회 1994년 2월 5일
- SBS 기쁜 우리 토요일 16회 1994년 5월 21일

## 사망
1994년 7월 25일, 드라마 <남자는 외로워>의 촬영을 마치고 귀가 중 타고 있던 차량(스포티지)이 올림픽대로에서 한강 다리 교각을 들이받으면서 차가 전복되는 사고로 뇌사 판정을 받았고, 일주일 후 8월 1일에 향년 25세의 나이로 세상을 떠났다. 생전에 장기 기증을 약속하여 7명에게 신장 · 간장 · 췌장 · 안구 등 장기를 기증했다.